# McMillan Tac-50
El McMillan Tac-50 es un fusil antimaterial producido en Phoenix, Arizona, Estados Unidos, por la empresa McMillan Brothers rifle Co. Este fusil es un modelo antiblindaje/antipersona de largo alcance basado en diseños anteriores de la misma empresa que se remontan a fines de la década de 1980. McMillan produce varias versiones de fusiles de 12,7 mm basados en su propio sistema de cerrojo para uso civil, militar y policial. 
El McMillan Tac-50 es un arma militar y policial. Bajo la denominación C15 es el fusil usado por francotiradores del Ejército de Canadá desde el año 2000 ya que tiene largo alcance estándar. Los fusiles de la familia del Tac-50 tienen una precisión excepcional y garantizan ofrecer agrupaciones de 0,5 minuto de arco al emplear municiones de grado competitivo.
De las 5 muertes registradas realizadas por francotiradores a mayor distancia, 3 han sido usando el fusil Tac-50.

## Diseño
El McMillan Tac-50 es un fusil de cerrojo rotativo, accionado manualmente. El gran cerrojo tiene dos tetones de acerrojado frontales y su cuerpo tiene entalles en espiral para reducir el peso. 
El cañón pesado de la competencia, hecho por Lilja Barrels, también tiene entalles para disipar el calor rápidamente y reducir el peso ya que está equipado con un efectivo freno de boca para reducir el retroceso. El fusil es alimentado desde un cargador extraíble recto, con una capacidad de cinco cartuchos. La culata es de fibra de vidrio y está hecha por McMillan Stocks (diseñada para emplearse únicamente sobre un bípode). La cantonera es ajustable con espaciadores de caucho, pudiendo retirarse para un almacenamiento compacto. El fusil no tiene alza ni punto de mira lo cual permite colocarle una gran variedad de miras telescópicas e incluso nocturnas.
En la variante empleada por las fuerzas armadas canadienses, la mira telescópica estándar era la Leupold Mark 4-16x40mm LR/T M1 sugerida por McMillan, hasta que fue reemplazada por la Schmidt & Bender 5-25x56 PMII.[cita requerida] McMillan también sugiere la mira telescópica con retícula Mil-dot Nightforce NXS 8-32x56 para montarse en el Tac-50.

## Variantes

### Tac-50 A1
En 2012 se introdujo la variante Tac-50 A1. Esta nueva versión incluye una culata de fibra de vidrio desmontable con un guardamanos que es 127 mm más largo que el del Tac-50. Esto mueve el punto de balance desde el bípode hacia adelante. La culata incluye una carrillera integrada y un monópode en la cantonera, con opción de ajuste en vertical. También incorpora un pistolete más pequeño para que pueda ser empuñado por las manos con distintas formas sin necesidad de usar guantes. La palanca del retén del cargador ha sido reubicada delante del arco del gatillo para que sea más fácil de accionar al usar guantes. Para la variante A1 también se ha desarrollado un nuevo bípode más ligero, cuyas patas pueden ajustarse en vertical u horizontal para ajustar la elevación del fusil.

### Tac-50 A1-R2
La variante Tac-50 A1-R2 fue introducida en 2012, al mismo tiempo que el Tac-50 A1. El A1-R2 es básicamente el sistema del Tac-50 A1 con un sistema hidráulico de mitigación de retroceso (un pistón hidráulico dentro de la culata) añadido para reducir la considerable cantidad de retroceso que genera el cartucho 12,7 x 99 OTAN, aumentando la comodidad del tirador.

## Despliegue
Dos francotiradores canadienses del equipo del regimiento Infantería Ligera Canadiense de la Princesa Patricia lograron en su momento la baja a mayor distancia de la historia con este fusil en el valle de Shahi-Kot, Afganistán, durante la Operación Anaconda. En una tarde de marzo de 2002, el Cabo Maestro Arron Perry eliminó a un enemigo a 2.310 m (2526 yardas/1453 millas) y el cabo Rob Furlong eliminó a un enemigo a 2.430 m (2675 yardas/1509 millas), empleando balas con baja resistencia al aire Hornady A-Max de 750 granos. Estas fueron las bajas en combate a mayor distancia producidas por francotiradores, superando el récord de 2.286 m (2500 yardas/1420 millas) fijado por el Sargento Artillero del Cuerpo de Marines de los Estados Unidos Carlos Hathcock durante la Guerra de Vietnam. El equipo canadiense de francotiradores - compuesto por el Cabo Maestro Graham Ragsdale (comandante del equipo), el Cabo Maestro Tim McMeekin, el cabo maestro Arron Perry y los cabos Dennis Eason y Rob Furlong - eliminaron a más de 20 enemigos y cada uno de ellos fue nominado para la medalla Estrella de Bronce de las Fuerzas Armadas de los Estados Unidos.
Estos dos récords fueron superados más tarde en noviembre de 2009 por el Cabo de Caballería Craig Harrison del Household Cavalry. Harrison eliminó a dos ametralladoristas talibanes con un solo disparo al sur de Musa Qala, en la Provincia de Helmand, Afganistán, a una distancia de 2.475 m (2707 yardas/1,538 millas), usando un fusil de largo alcance británico L115A3 calibrado para el cartucho .338 Lapua Magnum. Recientemente, un soldado de las fuerzas especiales canadienses(Join Task Force 2) ha batido un nuevo récord de distancia en disparo matandoa un terrorista de ISIS.
Un francotirador canadiense estableció un nuevo récord mundial en la historia militar al haber eliminado a su blanco desde una distancia nunca antes alcanzada. Disparando con su fusil McMillan TAC-50, la nueva marca se realizó desde 3.450 metros de distancia entre el comando y su blanco. La bala recorrió ese camino de terreno iraquí en diez segundos.

## Usuarios

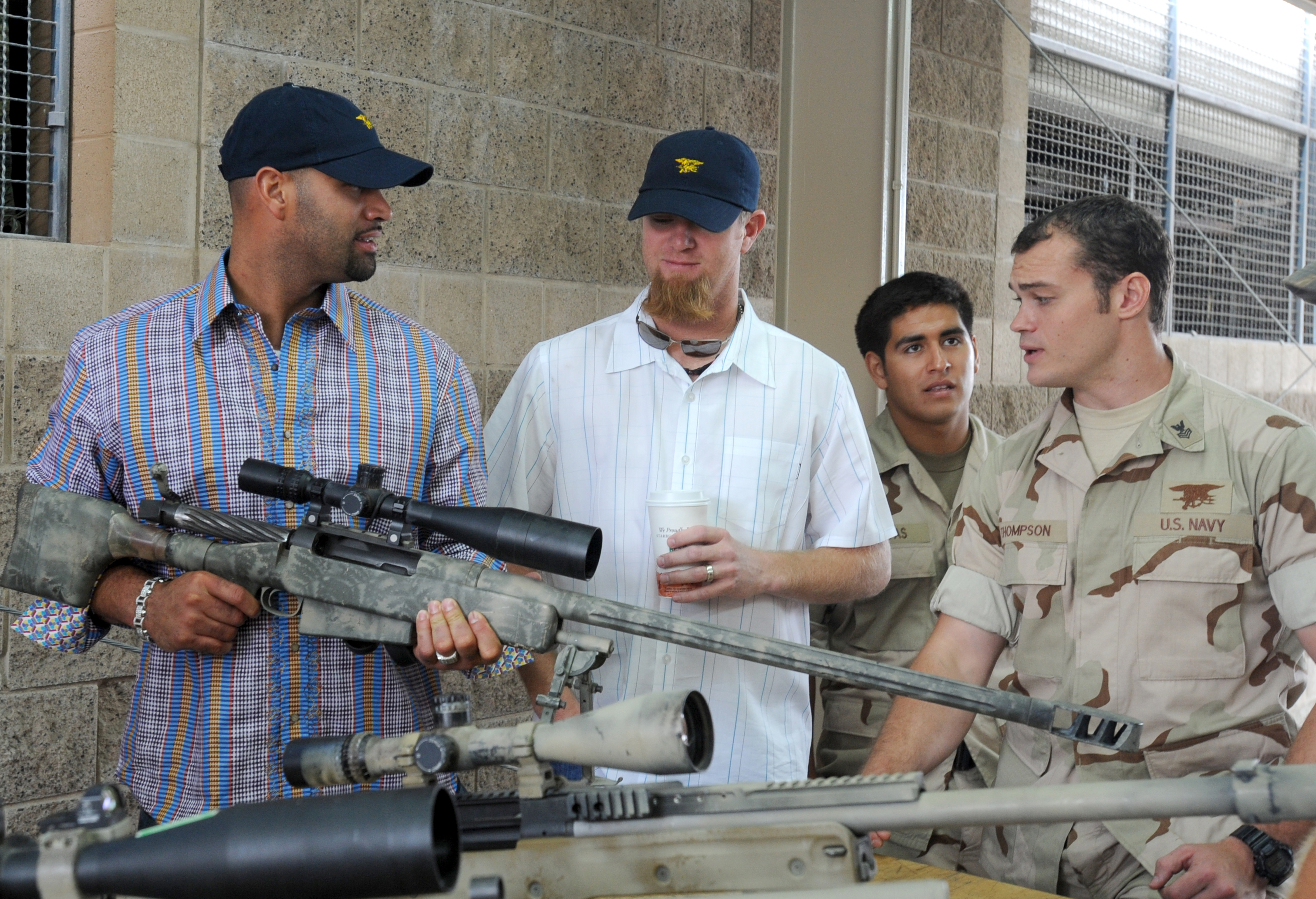
Un Navy SEAL muestra un fusil Mk 15 a los jugadores de béisbol profesional Albert Pujols y Ryan Franklin.

- Canadá: Empleado por las Fuerzas Canadienses, con la denominación C15 Long Range Sniper Weapon (LRSW).[15]
- Estados Unidos: Empleado por el Navy SEAL con la denominación Mk 15.[16]
- Filipinas: Utilizado por el Ejército filipino (unidad desconocida)[17]
- Francia: Marina Francesa.[18]
- Georgia: Brigada de Fuerzas Especiales.[19]
- Israel: Utilizado por las unidades de fuerzas especiales.[20]
- Jordania: Utilizado por el SRR-61 (Regimiento de Reconocimiento Especial).[21]
- Perú: Utilizado por el Ejército y la Marina.[22]
- Sudáfrica: En servicio con la Fuerza Especial de Policía de Sudáfrica.[23]
- Turquía: En Turquía, el McMillan TAC-50 es Utilizado por el Comando General de la Gendarmería. También es empleado por los Comandos de Montaña del Ejército turco.[24]

Futuros
- Argentina: 4 fusiles comprados en proceso de entrega para las Fuerzas Especiales de la Fuerza Aérea Argentina.[25]